# E! Online
E! Online er en engelsk underholdningsside, hvor man kan læse en masse omkring de kendte, herunder nyheder eller rettere sagt ”gossip”. Derudover er der en masse råd til stil og skønhed, events, informationer og tv-shows, film og musik med de kendte, som eksempelvis ”keeping up with the Kardashians”. Herudover er der også en masse om mode og livsstil, cover af Award shows, film premiere mm.
E! Online er en af de hurtigste voksende og mest indflydelsesrige side på nettet med over 23 millioner brugere om måneden i USA og endnu flere millioner brugere internationalt.[kilde mangler]
E! Online er en del af NBCUniversal Cable Entertainment, en afdeling af NBCUniversal, som er et af verdens firmaer inden for medier og underholdning.
 Der er for få eller ingen kildehenvisninger i denne artikel, hvilket er et problem. Du kan hjælpe ved at angive troværdige kilder til de påstande, som fremføres i artiklen.